# Tyler, the Creator
Tyler Gregory Okonma (født  den 6. marts 1991) professionelt kendt som Tyler, the Creator, er en amerikansk musiker, musikproducer og rapper. Han er kendt som leder for hip hop-kollektivet Odd Future Wolf Gang Kill Them All (forkortes OFWGKTA). 
I Sverige blev Tyler, the Creator kendt via musikbloggen PSL som lavede et stort interview med ham under SXSW-festivalen i Austin 2011.  
Tyler, the Creator har optrådt i Danmark flere gange, heraf  to sammen med OFWGKTA. Første gang var på Roskilde Festival 2011, hvor koncerten havde en brat ende grundet stagediving,  anden gang  i Store Vega i 2013 .
Tyler, the Creator besøgte Danmark i forbindelsen med sit  album CHERRY BOMB den 20. maj 2015. Her optrådte han igen i Store Vega.  
I 2022 spillede han på Orange Scene på Roskilde Festival.

## Diskografi
Studioalbum
- Goblin (2011)
- Wolf (2013)
- Cherry Bomb (2015)
- Flower Boy (2017)
- Igor (2019)
- Call Me If You Get Lost (2021)
- Chromakopia (2024)
- Don’t Tap the Glass (2025)

Mixtapes
- At Your Own Risk (under navnet Ace creator) (2007-2008)
- The Odd Future Tape (med OFWGKTA) (2008)
- Bastard (2009)
- Radical (med OFWGKTA) (2010)
- The Odd Future Tape Vol. 2